# AG-11
La autovía AG-11 o Autovía de Barbanza es una autovía autonómica de la Junta de Galicia que transcurre entre Padrón y Ribeira. Anteriormente era la vía rápida VG-1.1, una vía para automóviles limitada a 100 km/h en todo el trayecto. Desde el año 1994 hubo grandes incidentes por su peligrosidad. En el antiguo trayecto, la vía rápida presentaba unas peligrosas curvas en la zona de Rianjo y Boiro, las cuales fueron modificadas en la nueva autovía. Consta de unos 40 kilómetros de longitud, la velocidad limita a 120 km/h en todo el trayecto y cuenta con 12 enlaces, una área de servicio, un falso túnel, 11 viaductos, uno de ellos, el más largo de unos 700 metros sobre la ría de Arosa.

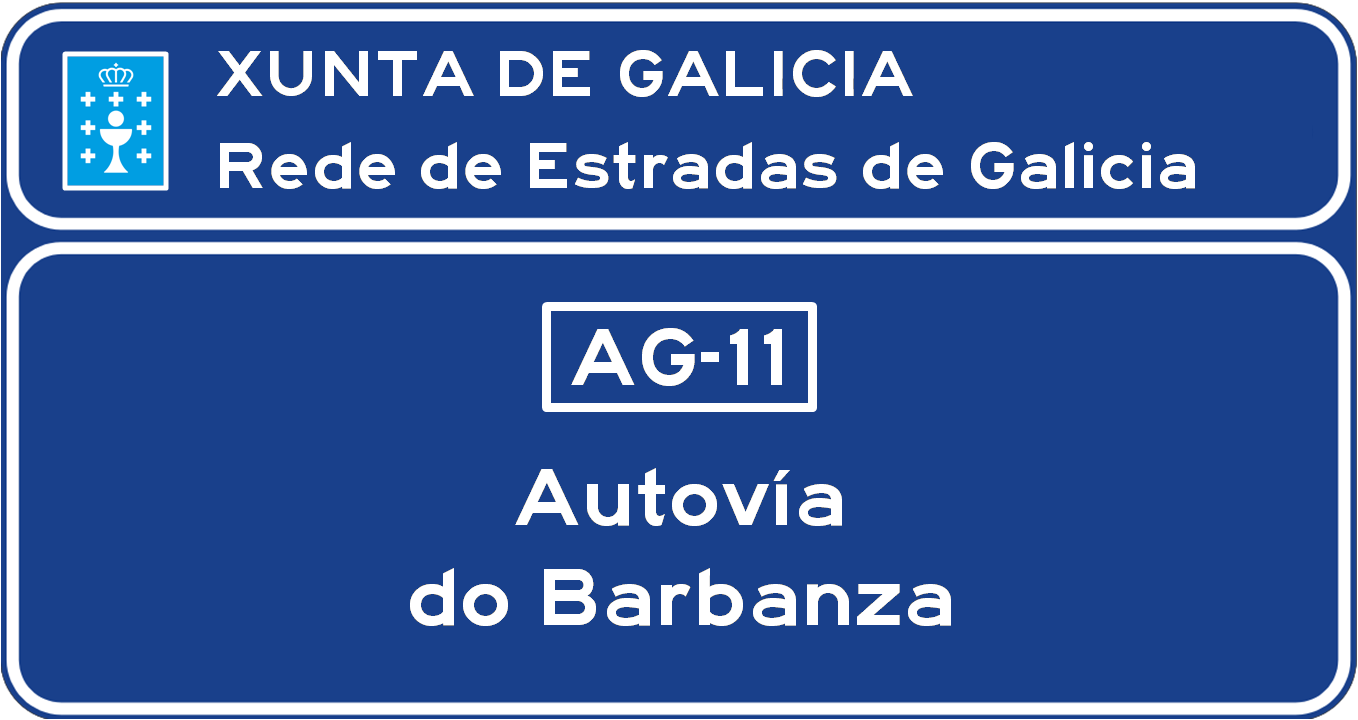
Señal de confirmación de la autovía de Barbanza AG-11.

## Historia
En noviembre de 1985 inauguró el primer tramo que no identificaba como antigua vía rápida, sino, la variante sur de Padrón que evita la travesía de Lestrove y no hasta el mes abril de 1992, inauguró el segundo tramo de la antigua vía rápida, el tramo Bexo-Taragoña, el tercer tramo Boiro-Ribeira fue inaugurado en julio de 1994, el cuarto tramo Taragoña-Boiro fue inaugurado en noviembre de 1994 y el último tramo Bexo-Padrón fue inaugurado en junio de 2001, que completaba la antigua vía rápida de Barbanza. Posteriormente, dada la elevada siniestralidad desde 1994 al 2004 de casi 60 muertos, se ejecutaron los primeros proyectos para el desdoblamiento de la peligrosa antigua vía rápida en autovía, con trayectos modificados para tener rectas alargadas y curvas suaves que se pudieran tomar a 120 km/h.
En octubre de 2006 se puso la primera piedra y se iniciaron las primeras obras del desdoblamiento de la vía rápida. En algunos tramos se pusieron en servicio de forma parcial, solo la nueva calzada con 1 carril por sentido, en los meses marzo y julio de 2008, todavía en obras porque no se había concluido parte del trazado. Y finalmente, el 15 de diciembre de 2008, se completó la autovía de Barbanza, aunque había pendientes de los últimos detalles como accesos o algunas zonas inacabadas, según denunció algún partido político.

## Tramos
| Denominación | Tramo | Kilómetros      | Año servicio                                                      |
| ------------ | --- | --------------- | ----------------------------------------------------------------- |
| AG-11        | N-550 AP-9 Padrón - AC-305 AC-307 Lestrove Tramo original VG-1.1 Enlace de VG-1.1 con la AP-9 Tramo parcial Tramo completo                           | 1,6 - 1,5 1,5   | 1985 1990 1 carril por sentido: 2008 2 carriles por sentido: 2008 |
| AG-11        | AC-305 AC-307 Lestrove - DP-7203 Rianjo Subtramo original VG-1.1 (Lestrove-Bexo) Subtramo original VG-1.1 (Bexo-Rianjo) Tramo parcial Tramo completo | 8 7,5 15,5 15,5 | 2001 1992 1 carril por sentido: 2008 2 carriles por sentido: 2008 |
| AG-11        | DP-7203 Rianjo - AC-305 Boiro Subtramo original VG-1.1 (Rianjo-Taragoña) Subtramo original VG-1.1 (Taragoña-Boiro) Tramo parcial Tramo completo      | 3,3 2,7 6 6     | 1992 1994 1 carril por sentido: 2008 2 carriles por sentido: 2008 |
| AG-11        | AC-305 Boiro - DP-7310 Palmeira Tramo original VG-1.1 Tramo parcial Tramo completo                                                                   | 15 15           | 1994 1 carril por sentido: 2008 2 carriles por sentido: 2008      |
| AG-11        | DP-7310 Palmeira - AC-550 DP-7301 Ribeira Tramo original VG-1.1 Tramo parcial Tramo completo                                                         | 2 2             | 1994 1 carril por sentido: 2008 2 carriles por sentido: 2008      |

## Salidas
| estación de servicio Estación de servicio REPSOL Pobra II |

| estación de servicio Estación de servicio REPSOL Pobra II |